# チープ・フライト
『チープ・フライト』は、2013年3月1日21時 - 22時54分に日本テレビ系で放送された日本の単発スペシャルテレビドラマである。主演は竹内結子。『金曜ロードSHOW!』で放送された特別ドラマ企画の第2作。視聴率は14.2%。

## 概要
大手航空会社のCAが、新規設立のLCC（格安航空会社）子会社に出向することになり、親会社での華やかな勤務から一転、激安・コスト切り詰めの運営スタイルに戸惑い、曲者ぞろいのド素人の後輩客室乗務員（CA）候補生に振り回されながらも、就航までのトラブルを乗り越えていくコメディドラマ。
Peach Aviationや関西国際空港の全面協力により、日本のテレビドラマでは初となる、実際に使用している旅客機の客室内での撮影が行われた。ピーチの1周年記念イベントで本作のグッズ展示が行われた。

## キャスト

### チェリーガールズ
「CHERRY'S航空」キャビンアテンダント第1期生、通称「チェリーガールズ」。
相沢美晴
演 - 竹内結子
主人公のCA・大手航空会社「ALJ」からの出向。ある日、人事部から呼び出されLCCへの出向を命じられたが、そこは設立準備段階でスタッフは全員で3人しかいなかった。CAの募集のために上野駅で街頭ビラを配るなどして人数を集めたが、訓練段階でALJでの常識を次々と覆され加茂川と対立するようになる。家賃2万円の社宅に釣られて優希、友花と同居生活をするようになる。
榎本優希
演 - 加藤あい
CA候補生・山形県出身の元看護師。山形弁で垢抜けない転職組。水上着陸を想定した脱出訓練で一宮は乗客の命を守れないと指摘する。その背景には自身が山形の病院を辞めた理由があった。候補生の中では経験者である美晴を頼りにしており敬意も払っている。
倉持友花
演 - 桐谷美玲
CA候補生・強気なゆとり世代。たまたまチェリーの応募があってCAになったと自称しているが、元からのCA志望で大手から海外まで落ちまくった挫折組。就職先で先輩から「ゆとり」と決めつけられるのがイヤで先輩のいない新設会社に入った。そのためか経験者風を吹かす美晴に厳しく、ここでは同期だからとタメ口を聞く。
一宮恵子
演 - 宮崎美子
CA候補生・54歳の元ハイヤー運転手。乗物が大好きでハイヤー運転手から転職して来た。しかし、泳げないために水が怖く、水上着陸を想定した脱出訓練でプールに転落して保安要員としては失格だと自他ともに認めざるを得なくなりリタイアする。正規就航初日の千歳 - 成田便のチケットを苦労して確保して乗客として搭乗する。
櫻田まりあ
演 - トリンドル玲奈
CA候補生・コスプレ大好きな元化粧品販売員。デパート売場での販売経験を生かして機内販売での販促トークを展開し美晴に「ありえない」と言われるが加茂川には褒められる。正規就航初日には、美晴、優希、友花と同乗する。
三つ葉綾乃
演 - 朝倉えりか
CA候補生・航空オタク。飛行機オタクで、お客の視点での斬新な意見を述べ美晴にはにらまれるが加茂川には褒められる。正規就航初日にはグラウンドスタッフとして活躍する。
山本千鶴
演 - 野村麻純
CA候補生・体育会系。
その他候補生
演 - 池田光咲、内田麻美、片山花菜、黒澤はるか、小玉ゆうい、佐々木もよこ、七海エリ、にわみきほ、林紗久羅、原田京奈

### CHERRY'S航空バックオフィス
加茂川隆
演 - 向井理
統括管理部長。事故を起こして解散したLCC会社から転職して来たらしい。LCC経験者として星社長の信頼が厚く様々な部門の責任者を兼務している。CAの教育の責任者でもあるが、その教育方針ではことごとく美晴と対立することになり美晴の経験は此処では無価値だと断言する。コストカットには非常にうるさいが、失敗したLCC会社の経験から安全のコストだけは信念を持って聖域として守ろうとする。
星幸太郎
演 - 船越英一郎
社長。ALJで突如としてLCC設立準備室を任され社長となった。一見、脳天気な好人物にしか見えないが、LCCに夢を持って運営していることがストーリーの進行と共に見えてくる。加茂川に呟いた「高速バスに勝ちたいなぁ」は、最後には美晴にも影響を与える。
オペレーション部スタッフ
演 - 江原シュウ

### その他
寺崎あゆみ
演 - 吉瀬美智子
ALJで活躍する美晴の先輩CA。出向を告げられた美晴に「美晴の経験が必要とされたってことじゃないの」と、ポジティブに捉えるように助言する。その後も親会社の余剰備品を発掘しに来た美晴とすれ違うのを始め、頻繁にロビーですれ違う。LCCの実態に愚痴を言う美晴に対して、「みんな周囲が悪いんだ。あなたには悪いところはないの？」と厳しい意見をすることも。最後には美晴から「是非、先輩も一度チェリーに乗りに来てください」と言われ、「機会があったら」と応えている。
あゆみの後輩CA
演 - 土屋巴瑞季、森郁月、神定まお
ALJ人事部
演 - 飯田基祐、君嶋麻耶
夜行バスターミナルの父親
演 - 辻輝猛
機長
演 - 森本邦彦
その他
演 - 魁三太郎、高橋陽子、安田勝子、文山永京、森江流、岡崎美知子、必響なおと、眞砂享子、F.ジャパン、上田康人、福田薫、中川浩三、谷口知輝、西川浩介

## スタッフ
- 協力 - Peach Aviation、関西国際空港、新関西国際空港
- 脚本 - 樫田正剛
- 演出 - 中島悟
- サウンドデザイン - 石井和之
- タイトルバック・CG - 岡野正広、熱田健太郎
- 劇中「黄色いさくらんぼ」替え歌編曲 - SUI
- 劇中ダンス振り付け - 振付稼業air:man
- 取材協力 - エアアジア・ジャパン
- 脚本協力 - 英生みちこ、渋谷直子
- 山形弁指導 - 園田恵子
- 技術協力 - NiTRo
- 技術・美術協力 - 日テレアート
- 音響効果 - スポット
- ロケ協力 - 大阪フィルム・カウンシル、全日本空輸、朝日航洋、横浜シティ・エア・ターミナル
- チーフプロデューサー - 神蔵克、大平太
- プロデューサー - 三上絵里子（日テレ）、柳内久仁子（AXON）
- 制作協力 - 日テレアックスオン
- 製作著作 - 日本テレビ

## 関連商品
- Blu-ray及びDVD：2013年6月19日、バップ（VPBX-13776 / VPXX-71266）[4]